# Franklin (cràter)
Franklin és un cràter d'impacte que es troba a la part nord-est de la cara visible de la Lluna, que porta el nom de Benjamin Franklin. Cap al nord-nord-oest apareix el cràter de menor grandària Cepheus, i en la direcció oposada al sud-oest es troba el cràter poc profund Berzelius.

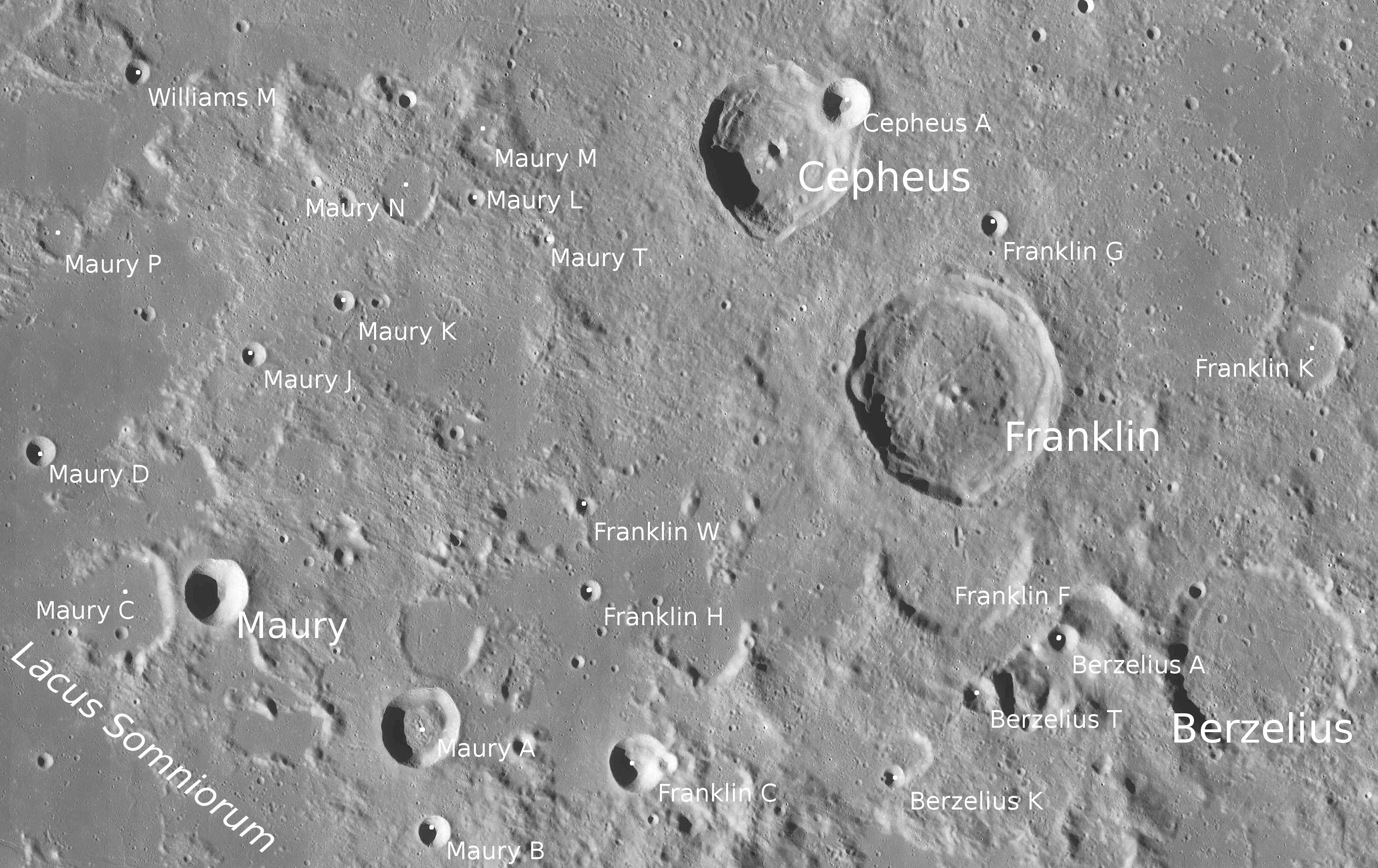
Localització de Franklin (centre dreta de la imatge)

La vora de Franklin és generalment circular, amb un parell de protuberàncies externes al mur occidental. La paret interior té terrasses, i presenta un pic central al punt mig de la planta.

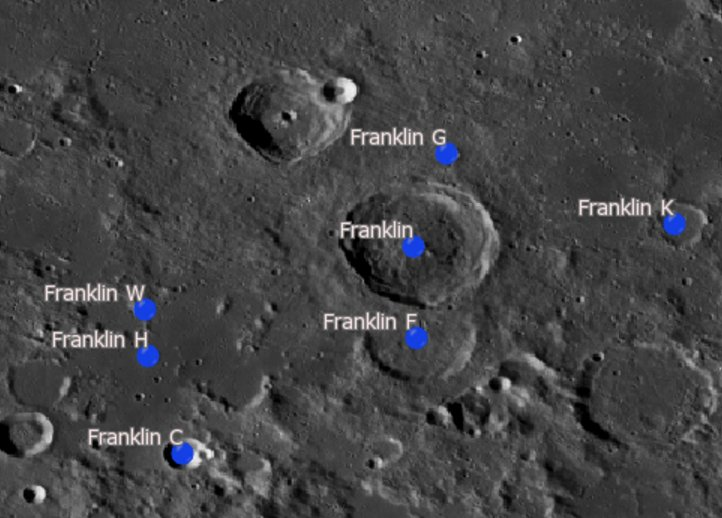
Cràters satèl·lit
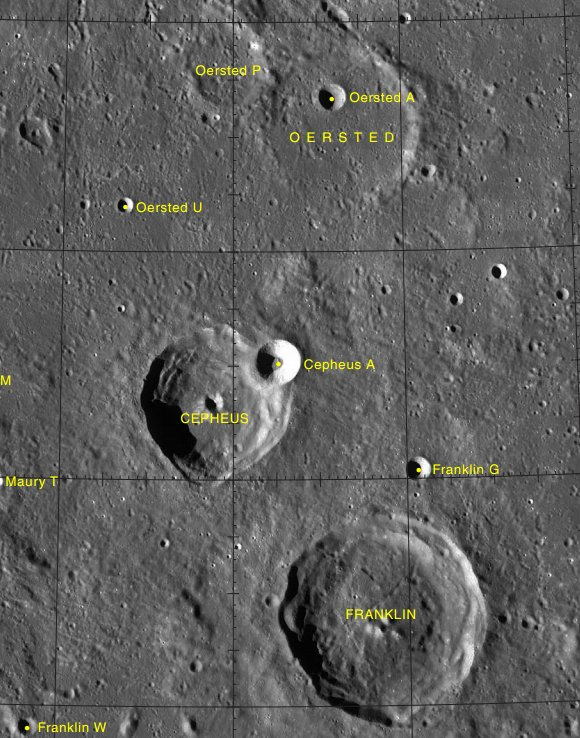
Rodalies de Franklin

Una estreta esquerda s'estén cap a l'oest-sud-oest a través del fons del cràter, passant al nord del pic central.

## Cràters satèl·lit
Per convenció aquests elements són identificats en els mapes lunars posant la lletra en el costat del punt central del cràter que està més proper a Franklin.
| Franklin | Coordenades                          | Diàmetre |
| -------- | ------------------------------------ | -------- |
| C        | 35° 42′ N, 44° 18′ E / 35.7°N,44.3°E | 15 km    |
| F        | 37° 30′ N, 47° 42′ E / 37.5°N,47.7°E | 38 km    |
| G        | 40° 06′ N, 48° 06′ E / 40.1°N,48.1°E | 7 ;km    |
| H        | 37° 06′ N, 43° 42′ E / 37.1°N,43.7°E | 6 km     |
| K        | 39° 06′ N, 51° 24′ E / 39.1°N,51.4°E | 20 km    |
| W        | 37° 48′ N, 43° 42′ E / 37.8°N,43.7°E | 6 km     |